# Renault 21
Renault 21 — среднеразмерный автомобиль французской компании Renault. Стал на производственную линию в марте 1986 года, под индексом 21 (заводской индекс кузова седана — L48, универсала — К48, лифтбэка — B48). Пятидверный Renault 21 с кузовом универсал, продавался в США и Аргентине под названием Renault Nevada, а в Великобритании — Renault Savanna. В Европе Renault 21/Nevada производили до 1995 года, когда её вытеснила модель Renault Laguna.

## Галерея
- Renault 21 седан
- Renault 21 Nevada универсал
- Renault 21 хетчбэк

## Гамма двигателей
| Версия   | Рабочий объём | Клапанный механизм | Максимальная мощность            | Макс. крут. момент   | Разгон 0-100 км/ч / Макс. скорость | Расход топлива (EU)   | Трансмиссия         |
| -------- | ------------- | ------------------ | -------------------------------- | -------------------- | ---------------------------------- | --------------------- | ------------------- |
| 1.7 I    | 1721 см³      | 8-кл., SOHC        | 67л.с. (55 кВт) / 5500 об/мин    | 129 Нм / 3250 об/мин | 12,5 с / 172 км/ч                  | 10,3/6,6/7,7 л/100 км | 5-ст. МКПП          |
| 1.7 I    | 1721 см³      | 8-кл., SOHC        | 59 л.с. (71 кВт) / 5750 об/мин   | 138 Нм / 3000 об/мин | 10,7 с / 185 км/ч                  | 11/6,1/8,3 л/100 км   | 5-ст.МКПП,4-ст.АКПП |
| 2.0 I    | 1995 см³      | 8-кл., SOHC        | 120 л.с. (73 кВт) / 5500 об/мин  | 168 Нм / 4500 об/мин | 9,9 с / 192 км/ч                   | 12,5/6,8/8,3 л/100 км | 5-ст.МКПП,3-ст.АКПП |
| 2.0 12V  | 1995 см³      | 12-кл., SOHC       | 140 л.с. (104 кВт) / 6000 об/мин | 176 Нм / 4300 об/мин | 9,6 с / 203 км/ч                   | 12,4/6,4/8,4 л/100 км | 5-ст МКПП           |
| 2.0Turbo | 1995 см³      | 8-кл., SOHC        | 162 л.с. (121 кВт) / 5500 об/мин | 260 Нм / 3000 об/мин | 8,1 с / 222 км/ч                   | 11,3/6,9/8,3 л/100 км | 5-ст.МКПП           |
| 2.2      | 2165 см³      | 8-кл., SOHC        | 110 л.с. (82 кВт) / 5000 об/мин  | 169 Нм / 3500 об/мин | 10,8 с / 192 км/ч                  | 11,8/6,5/7,9 л/100 км | 5-ст.МКПП           |
| 1.9 D    | 1870 см³      | 8-кл., SOHC        | 65 л.с. (49 кВт) / 4500 об/мин   | 121 Нм / 2250 об/мин | 16 с / 155 км/ч                    | 7,3/4,6/6,1 л/100 км  | 5-ст.МКПП           |
| 2.1 TD   | 2068 см³      | 8-кл., SOHC        | 88 л.с. (66 кВт) / 4250 об/мин   | 184 Нм / 2000 об/мин | 11,8 с / 177 км/ч                  | 8,3/5,1/6,7 л/100 км  | 5-ст.МКПП           |
| 2.1 D    | 2068 см³      | 8-кл., SOHC        | 70 л.с. (52 кВт) / 4500 об/мин   | 136 Нм / 2250 об/мин | 15,1 с / 170 км/ч                  | 7,5/4,7/6,2 л/100 км  | 5-ст.МКПП           |